# Cossogno
Cossogno (Cosseugn in piemontese, Cussögn in lombardo) è un comune italiano di 665 abitanti della provincia del Verbano-Cusio-Ossola in Piemonte. Parte del suo territorio è compresa nel Parco Nazionale della Val Grande.

## Storia

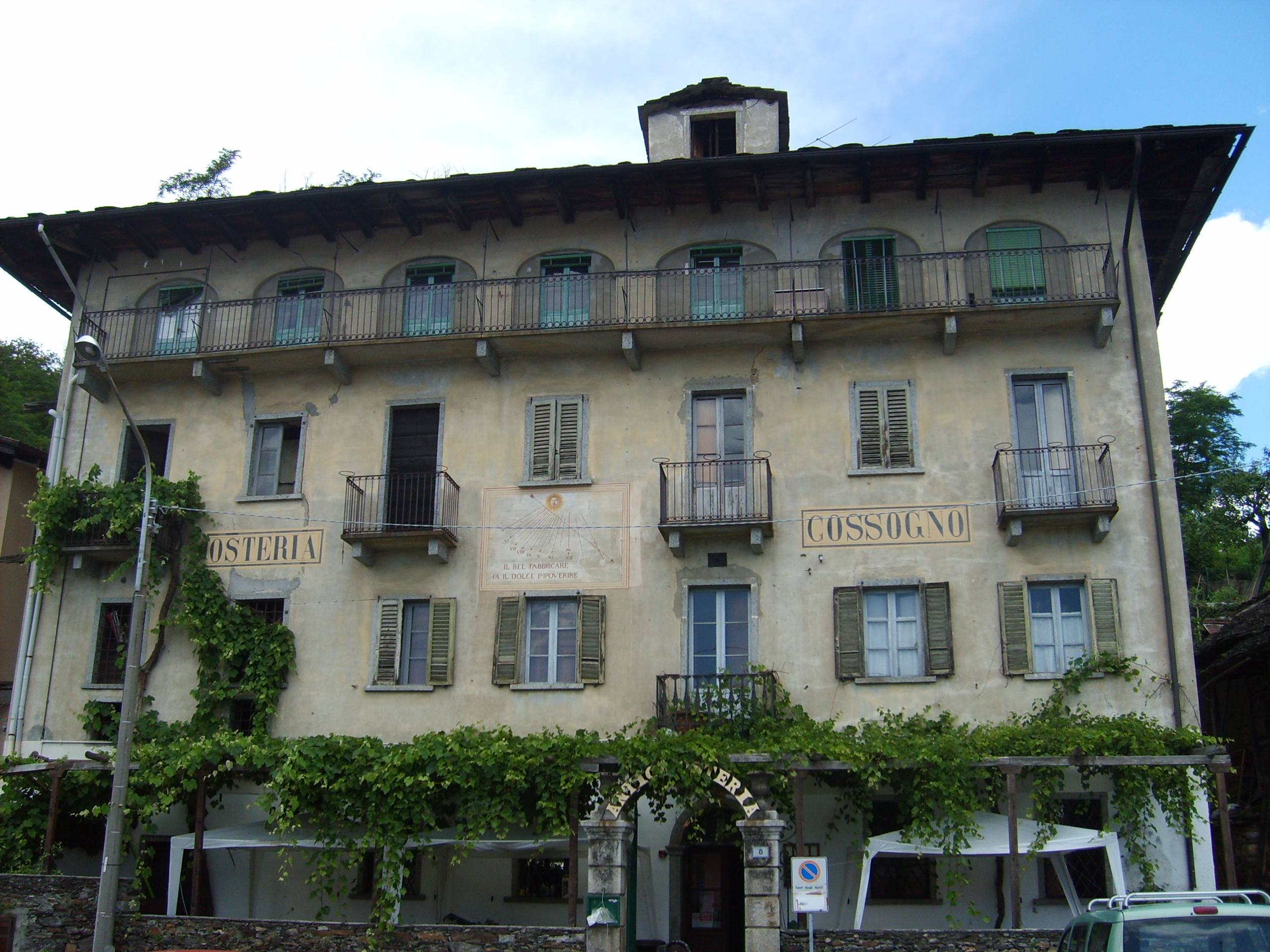
Osteria edificio storico

Le prime documentazioni storiche circa la sua esistenza risalgono alla metà del XII secolo, quando viene attestata la presenza di una comunità che vantava una propria chiesa intitolata a San Brizio. Fu per secoli sotto la signoria della rinomata famiglia Moriggia.
Nel comune venne realizzato il primo elettrodotto commerciale, a corrente alternata, nel mondo e tuttora funzionante: fu realizzato tra Cossogno ed Intra nel 1892 dall'imprenditore Carlo Sutermeister in base al progetto del professor Galileo Ferraris.
Il 13 maggio 2018 si tenne uno storico referendum avente come oggetto la fusione con la confinante città di Verbania; tuttavia i votanti al referendum non furono sufficienti a raggiungere il quorum stabilito.

## Geografia
Il comune comprende un vastissimo territorio montuoso interno al Parco nazionale della Val Grande. La parte più interna è stata dichiarata riserva naturale integrale del Pedum.

## Società

### Evoluzione demografica
Abitanti censiti

## Geografia antropica

### Frazioni

#### Cicogna
La frazione di Cicogna, molto distante dal centro abitato, è situata nella val Pogallo al centro del parco nazionale della Val Grande. Per raggiungerla bisogna percorrere una strada molto stretta e tortuosa.

#### Ungiasca
Situata poco sopra il capoluogo vi risiedono stabilmente solo 3 persone, mentre durante l'estate il numero sale anche a 30.
Nel paese sono presenti due luoghi di culto. In centro la chiesa di San Pietro, costruita intorno al 1500 come oratorio, venne rinnovata con nuovi affreschi, un nuovo pulpito e un nuovo organo in occasione dell'intitolazione a parrocchia nel 1790. Ai margini del paese si trova il piccolo oratorio della Madonna dell'Addolorata costruito nel 1770 da maestranze locali.

## Amministrazione
Di seguito è presentata una tabella relativa alle amministrazioni che si sono succedute in questo comune.
| Periodo        | Periodo        | Primo cittadino    | Partito                                        | Carica  | Note  |
| -------------- | -------------- | ------------------ | ---------------------------------------------- | ------- | ----- |
| 24 aprile 1995 | 14 giugno 1999 | Armando Copiatti   | lista civica                                   | Sindaco | [ 6 ] |
| 14 giugno 1999 | 14 giugno 2004 | Giacomo Ramoni     | lista civica                                   | Sindaco | [ 6 ] |
| 14 giugno 2004 | 7 giugno 2009  | Silvia Marchionini | La Margherita                                  | Sindaco | [ 6 ] |
| 7 giugno 2009  | 26 maggio 2014 | Silvia Marchionini | Partito Democratico                            | Sindaco | [ 6 ] |
| 26 maggio 2014 | 27 maggio 2019 | Doriano Camossi    | lista civica Insieme                           | Sindaco | [ 6 ] |
| 27 maggio 2019 | 9 giugno 2024  | Doriano Camossi    | Lista civica Cossogno Cicogna Ungiasca insieme | Sindaco | [ 6 ] |

## Altri progetti

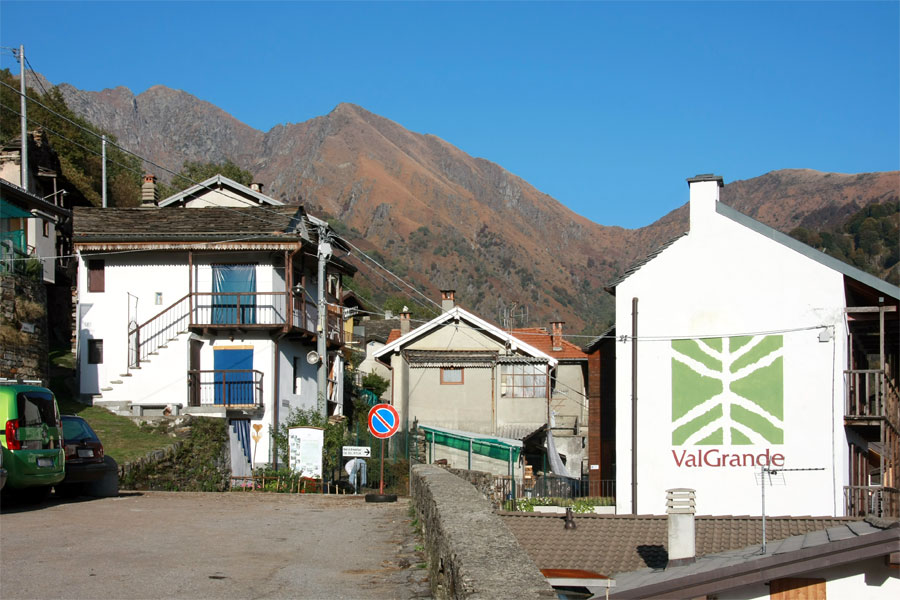
Veduta della frazione Cicogna situata all'interno del Parco Nazionale della Val Grande.